# ゼルグ・ガレシック
ゼルグ・"弁慶"・ガレシック（Zelg "Benkei" Galesić、1979年2月16日 - ）は、クロアチアの男性総合格闘家。プーラ出身。ロンドン・シュートファイターズ所属。テコンドー四段。
テコンドーの元王者であり、多彩な蹴り技を生かして変則的な打撃で攻めるストライカータイプの選手である。親日家として知られ、「弁慶」のニックネームを持つ。

## 来歴
10歳でテコンドーを始め、ITFテコンドーのヨーロッパ王者に3度、世界王者に2度、ITFフルコンタクトテコンドーの世界王者に2度なった。
2006年12月9日、Cage Rage英国ミドル級タイトルマッチでマーク・ウィアーと対戦し、開始50秒でパウンドでKO勝ちを収め王座獲得に成功した。
2007年4月8日、PRIDE初参戦となったPRIDE.34で瀧本誠と対戦し、チキンウィングアームロックで一本負け。
2007年9月17日、初参戦となったHERO'Sでユン・ドンシクと対戦し、腕ひしぎ十字固めで一本負け。
2007年10月28日、HERO'S KOREA 2007で金泰泳と対戦。試合序盤に放ったハイキックで金の右目をカットし、ドクターストップによるTKO勝ち。
2008年4月29日、DREAM.2のミドル級グランプリ1回戦でマゴメド・スルタンアクメドフと対戦し、腕ひしぎ十字固めで一本勝ち。6月15日、DREAM.4の2回戦で金泰泳と再戦し、右肘脱臼によるTKO勝ち。9月23日、DREAM.6の準決勝でホナウド・ジャカレイに腕ひしぎ十字固めで一本負け。
2009年10月25日、DREAM初のケージ開催となったDREAM.12で桜庭和志と対戦し、膝十字固めで一本負けを喫した。この試合から所属がロンドン・シュートファイターズとなった。
2011年9月17日、Bellator初参戦となったBellator 50のミドル級トーナメント1回戦でアレキサンダー・シュレメンコと対戦し、スタンドのギロチンチョークで一本負けを喫した。

## 戦績
| 総合格闘技 戦績 | 総合格闘技 戦績 | 総合格闘技 戦績 | 総合格闘技 戦績 | 総合格闘技 戦績 | 総合格闘技 戦績 | 総合格闘技 戦績 |
| --------------- | --------------- | --------------- | --------------- | --------------- | --------------- | --------------- |
| 19 試合         | (T)KO           | 一本            | 判定            | その他          | 引き分け        | 無効試合        |
| 11 勝           | 9               | 2               | 0               | 0               | 0               | 0               |
| 8 敗            | 2               | 6               | 0               | 0               | 0               | 0               |

| 勝敗 | 対戦相手                     | 試合結果                           | 大会名                                                                | 開催年月日     |
| ×    | リントン・ヴァッセル         | 1R 4:31 TKO（パンチ連打）          | UCMMA 32 【UCMMAライトヘビー級タイトルマッチ】                        | 2013年2月2日   |
| ×    | アッティラ・ベグ             | 1R 1:00 リアネイキドチョーク       | Bellator 71 【ライトヘビー級トーナメント 1回戦】                      | 2012年6月22日  |
| ○    | ダグ・マーシャル             | 1R 0:34 KO（跳び膝蹴り）           | Super Fight League 3                                                  | 2012年5月6日   |
| ×    | アレキサンダー・シュレメンコ | 1R 1:55 ギロチンチョーク           | Bellator 50 【ミドル級トーナメント 1回戦】                            | 2011年9月17日  |
| ○    | リー・チャドウィック         | 1R 2:40 KO（パンチ）               | OMMAC 9: Enemies                                                      | 2011年3月5日   |
| ×    | 桜庭和志                     | 1R 1:40 膝十字固め                 | DREAM.12                                                              | 2009年10月25日 |
| ×    | ホナウド・ジャカレイ         | 1R 1:27 腕ひしぎ十字固め           | DREAM.6 ミドル級グランプリ2008 決勝戦 【ミドル級グランプリ 準決勝】   | 2008年9月23日  |
| ○    | 金泰泳                       | 1R 1:05 TKO（右肘の脱臼）          | DREAM.4 ミドル級グランプリ2008 2nd ROUND 【ミドル級グランプリ 2回戦】 | 2008年6月15日  |
| ○    | マゴメド・スルタンアクメドフ | 1R 1:14 腕ひしぎ十字固め           | DREAM.2 ミドル級グランプリ2008 開幕戦 【ミドル級グランプリ 1回戦】    | 2008年4月29日  |
| ○    | 金泰泳                       | 1R 0:36 TKO（ドクターストップ）    | HERO'S KOREA 2007                                                     | 2007年10月28日 |
| ×    | ユン・ドンシク               | 1R 1:29 腕ひしぎ十字固め           | HERO'S 2007 ミドル級世界王者決定トーナメント決勝戦                    | 2007年9月17日  |
| ×    | 瀧本誠                       | 1R 5:40 チキンウィングアームロック | PRIDE.34                                                              | 2007年4月8日   |
| ○    | マーク・ウィアー             | 1R 0:50 KO（パウンド）             | Cage Rage 19: Fearless 【Cage Rage英国ミドル級タイトルマッチ】        | 2006年12月9日  |
| ○    | ジェームス・ニコル           | 1R 2:02 TKO（パウンド）            | Cage Rage 18: Battleground                                            | 2006年9月30日  |
| ○    | カーティス・スタウト         | 1R 1:10 腕ひしぎ十字固め           | Cage Rage 17: Ultimate Challenge                                      | 2006年7月1日   |
| ○    | マイケル・ホームズ           | 1R 1:41 TKO（パウンド）            | Cage Rage 15: Adrenalin Rush                                          | 2006年2月4日   |
| ○    | ジョン・フレミング           | 1R KO（パンチ連打）                | Urban Destruction 2                                                   | 2005年7月30日  |
| ×    | ポール・テイラー             | 3R 1:42 TKO（パンチ連打）          | Urban Destruction 1                                                   | 2005年4月10日  |
| ○    | ジム・ベントリー             | 1R 1:16 KO（パンチ）               | Ultimate Combat 11: Wrath of the Beast                                | 2004年9月12日  |

## 獲得タイトル
- 第2代Cage Rage英国ミドル級王座（2006年）